# Brattmon
Brattmon is een plaats in de gemeente Torsby in het landschap Värmland en de provincie Värmlands län in Zweden. De plaats heeft 54 inwoners (2005) en een oppervlakte van 22 hectare. De plaats aan de rivier de Klarälven. Voor de rest bestaat de directe omgeving van de plaats uit bos en heuvels. De plaats zelf ligt op zo'n tweehonderd meter boven de zeespiegel. De afstand tot de plaats Torsby is zo'n zeventig kilometer naar het zuiden gaan vanaf de plaats en de grens met Noorwegen ligt zo'n 20 kilometer ten westen van de plaats.

## Verkeer en vervoer
Bij de plaats loopt de Riksväg 62.